# Недрово
Не́дрово (бел. Недрава) — озеро в Белоруссии, в Браславском районе Витебской области в бассейне реки Друйка, в 7 км на северо-восток от города Браслав. Относится к группе Браславских озёр и находится на территории Национального парка «Браславские озёра».

## Описание
Площадь поверхности 3,72 км². Наибольшая глубина 12,2 м, средняя — 4,8 м. Длина — 3 км, наибольшая ширина — 2,23 км. Длина береговой линии 15 км. Объём воды 17,8 млн м³. Площадь водосбора 808 км².
Котловина сложного типа, кругловатая. Склоны котловины имеют высоту более 10 метров. Берега низкие, песчаные. Мелководье песчаное, на глубине 3-4 метра — ил. Северный берег порос редким хвойным лесом. На озере есть три острова общей площадью 2 га. Летом зарастает около 30 % озера.
Озеро хорошо проточное. Через Недрово протекает река Друйка, которая выглядит как широкая протока, которая соединяет его с озером Неспиш. Соединено ручьями с западной частью озера Вера.
На южном берегу находится деревня Масковичи, на восток от озера — деревня Слободка.
По озеру проходит туристический маршрут. На озере организовано платное любительское рыболовство.